# Die kürzeste Geschichte der Zeit
Die kürzeste Geschichte der Zeit (Originaltitel: A Briefer History of Time) ist der im Jahr 2005 erschienene Nachfolger des vom Physiker und Mathematiker Stephen Hawking verfassten Buches Eine kurze Geschichte der Zeit, das von Hawking und dem kalifornischen Physiker Leonard Mlodinow zusammen überarbeitet und mit zahlreichen neuen Illustrationen versehen wurde. Ähnlich wie im Vorgänger werden moderne Ansätze der Kosmologie sowie die beiden großen Entwicklungen der Physik im 20. Jahrhundert, nämlich die Relativitätstheorie sowie die Quantenmechanik, in kurzer Form dargestellt, ohne dabei unzulässige Vereinfachungen aufzuweisen. Darüber hinaus wird ein Ausblick auf eine vereinheitlichte Theorie der Physik geboten, welche die Widersprüche zwischen den beiden Teilbereichen aufheben soll.
Das Buch richtet sich an ein Laienpublikum und erläutert die physikalischen Zusammenhänge in einer teilweise humorvollen Weise zwar recht knapp, stets jedoch anschaulich und bietet so einen ersten Einblick in die zeitgenössische Physik.

## Übersicht der Kapitel
1. Vorstellungen vom Universum
2. Die Entwicklung unseres Weltbildes
3. Das Wesen wissenschaftlicher Theorien
4. Newtons Universum
5. Relativitätstheorie
6. Gekrümmter Raum
7. Das expandierende Universum
8. Urknall, Schwarze Löcher und die Entwicklung des Universums
9. Quantengravitation
10. Wurmlöcher und Zeitreisen
11. Naturkräfte und die Vereinheitlichung der Physik